# Rollandia microptera
El zampullín del Titicaca (Rollandia microptera), también conocido como macá del lago Titicaca o keñola, es una especie de ave podicipediforme de la familia Podicipedidae que habita en los altiplanos de Perú y Bolivia. Como indica su nombre su población principal se encuentra en el lago Titicaca, aunque también se extiende por los lagos Uru Uru y Poopó, el río Desaguadero, y algunas lagunas que conectan con el lago Titicaca en años lluviosos. En el pasado su población era mayor y varias de estas lagunas - como la Umayo y Arapa – tenían grandes colonias permanentes y podrían todavía criar allí. Ha sido situado en los géneros Podiceps y Centropelma.

## Descripción
El zampullín del Titicaca mide entre 28–45 cm de largo y llega a pesar hasta los 600 g. Su coloración lo hace inconfundible. En el plumaje de su cuerpo predomina el pardo. Su píleo es negruzco y la parte inferior de su cabeza y frontal del cuello son blancos, mientras que el resto de su cuello es castaño rojizo, como sus flancos. Su iris y la parte inferior del pico son amarillos. La única especie similar es el somormujo cuellirrojo, que no está directamente emparentado con él y no se encuentra en Sudamérica, cuya garganta es grisácea no blanca. Su único congénere, el zampullín pimpollo tiene un aspecto bastante diferente. Los juveniles son más grisáceos, el blanco de su cuello se extiende más abajo.
Sus cortas alas no le permiten volar, aunque las agita mientras corre a considerable velocidad. Es un excelente buceador y alcanza una velocidad máxima de 3,5 km/h (2 nudos).

## Hábitat
El zampullín del Titicaca se encuentra disperso en esteros y otros hábitats de aguas relativamente poco profundas (hasta unos 10 m de profundidad), por encima de los 3.700 m de altitud. Los lechos de juncos se encuentran hasta los 4 m de prorundidad y constituyen su hábitat reproductor. Está compuesto principalmente por totoras (Schoenoplectus californicus ssp. tatora), además de plantas subacuáticas como Myriophyllum elatinoides y miembros de Hydrocharitaceae, y plantas flotantes como las lentejas de agua y Azolla. Potamogeton constituye la vegetación dominante en las zonas más profundas, por debajo de los 14 m.

## Comportamiento

### Alimentación
Como el resto de miembros de su familia se alimenta principalmente de peces. Casi el 95% en peso de su alimento se compone principalmente de Orestias ispi y otras especies del género Orestias propias de la cuenca del Titicaca. Solo ocasionalmente atrapa pequeños pejerreyes introducidos Odontesthes bonariensis. El zampullín del Titicaca solo come peces de tamaño inferior a unos 15 cm, y por ello los pejerreyes adultos que sobrepasan este tamaño no forman parte de su dieta habitualmente. Consume también gasterópodos como Littoridina sp, Ramphopoma magnus, Taphius montanus y casualmente ranas.

### Reproducción
Cada pareja toma posesión de un territorio para criar una vez al año. El periodo de cría de los polluelos es bastante prolongado y parece ser que no hay un periodo de cría fijo. Aunque se encuentran más aves incubando alrededor de diciembre, la mitad de la población cría en cualquier época del año. Las nidadas generalmente se componen de dos polluelos, aunque pueden llegar hasta cuatro, y los jóvenes zampullines se independizan con algo menos del año de edad.

## Estado de conservación

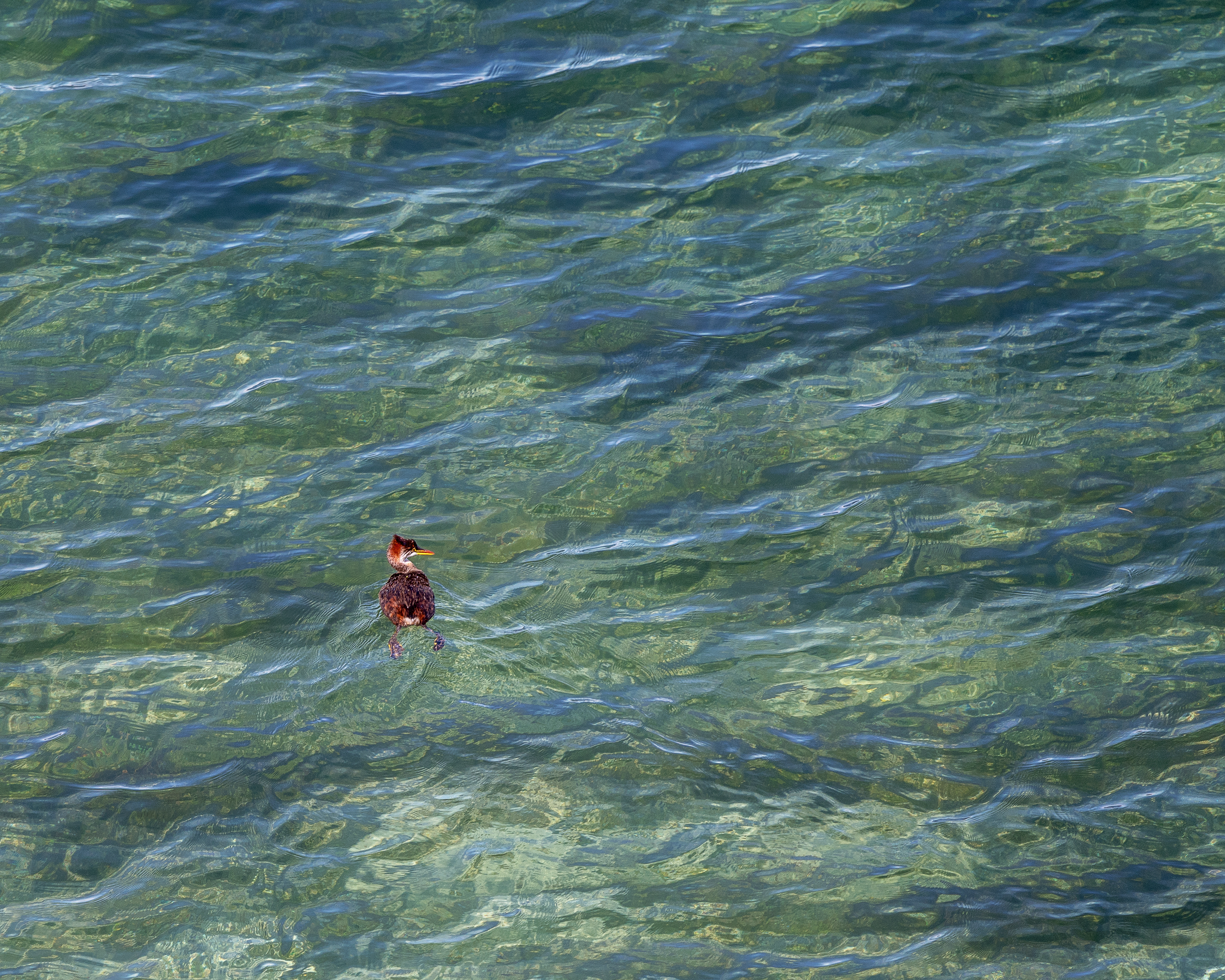
Rollandia Microptera nadando en el Titicaca

La UICN lo clasifica como especie en peligro de extinción, por tener una población de menos de 750 adultos. Los censos de la última parte del siglo XX revelaron que la población había descendido desde varios miles coincidiendo con la introducción del uso de las grandes redes de pesca de fibra sintética de los años 1990. Se confirmó que la mortalidad de los zampullines ahogados en las redes era considerable, y que potencialmente en 2003 podía haber matado a varios miles de individuos. Obviamente el censo de 2001 una población tan baja por alguna razón era errónea simplemente para poder mantener tantas bajas. En 2003 se estimó que el número de individuos era de 2.500, con más de 750 adultos reproductores, posiblemente hasta 1.500. Aunque su población todavía está en declive. En un recorrido aleatorio el 6 de junio de 2010 alrededor de la orilla del lago Huiñaymarka fueron encontrados 42 individuos muertos de esta especie.
Actualmente la UICN clasifica su estado de amenaza como EN A2cde+3cde; D. El calificativo "D" no es apropiado según los últimos resultados. Haberlo incluido se basa en al escenario pesimista de los datos de campo de 2001 (que la especie estaba casi extinta en el lago Titicaca, por tener datos insuficientes). En su lugar la clasificación sería EN A3cde; C2a(i) o EN C1+2a(i), dependiendo de como se hayan desarrollado las poblaciones desde entonces. En cualquier caso, el censo de 2003 indicó que las poblaciones estaban fragmentadas y que no más de 100 parejas ocupaban un mismo área. No se sabe cómo estos zampullines se desplazan antes de establecer un territorio reproductor, pero presumiblemente la especie es bastante sedentaria ya que no puede volar.

## Amenazas
Además de las grandes redes que los ahogan, otras amenazas han podido contribuir simultáneamente al descenso de su población. Localmente se han podido recolectar huevos a pequeña escala, que en otras condiciones eran sustentables. Los adultos no suelen ser cazados porque sabe a pescado rancio como todos los zampullines y somormujos. Localmente (por ejemplo alrededor de Puno), han podido abandonar su hábitat debido a la contaminación y el tráfico de embarcaciones, y por otra parte, el delta del río Coata en el norte de la bahía de Puno parece ser su principal hábitat al menos estacionalmente. La sobreexplotación en la recolección de los juntos también puede ocasional que estas aves abandonen una zona, aunque se considera que el uso poco sostenible de la totora es poco significativo, al menos a corto plazo. Hay que destacar que la especie ha evolucionado en el lago y ha soportado muchos cambios climáticos como el periódico El Niño. Al parecer tiene la capacidad de recobrarse de los descensos de población, lo que parece una adaptación a la disponibilidades fluctuantes de su hábitat incluso en periodos de clima estable, como las inundaciones y retrocesos periódicos de grandes áreas.  Al parecer la población alcanzó su número más bajo en 1999 debido a la intensidad de la sequía producida por el Niño de 1997/1998, y se ha estado recobrando desde entonces.
Hay que estacar que la pesca comercial del pejerrey se produce principalmente en aguas profundas que no suelen ser utilizadas por los zampullines. Además las redes más gruesas usadas para los pejerreyes son menos peligrosas para los zampullines que las más finas usadas para los Orestias, que atrapará y ahogará especialmente a las aves jóvenes e inexpertas atraídas por su alimento favorito que está en ellas. Odontesthes bonariensis además de ser una de las dos principales especies de la industria pesquera de la zona, supone una presión sobre las poblaciones de Orestias. Por lo que el aumento de la pesca de los pejerreyes en lugar de los Orestias probablemente beneficiaría tanto a los pescadores como a los zampullines y al resto del ecosistema del lago.